# جئوآجیو
شهر جئوآجیو (به رومانیایی: Geoagiu) در شهرستان هوندرا در کشور رومانی واقع شده‌است. جمعیت این شهر ۶٬۲۹۰ نفر  است.